# Toby Regbo

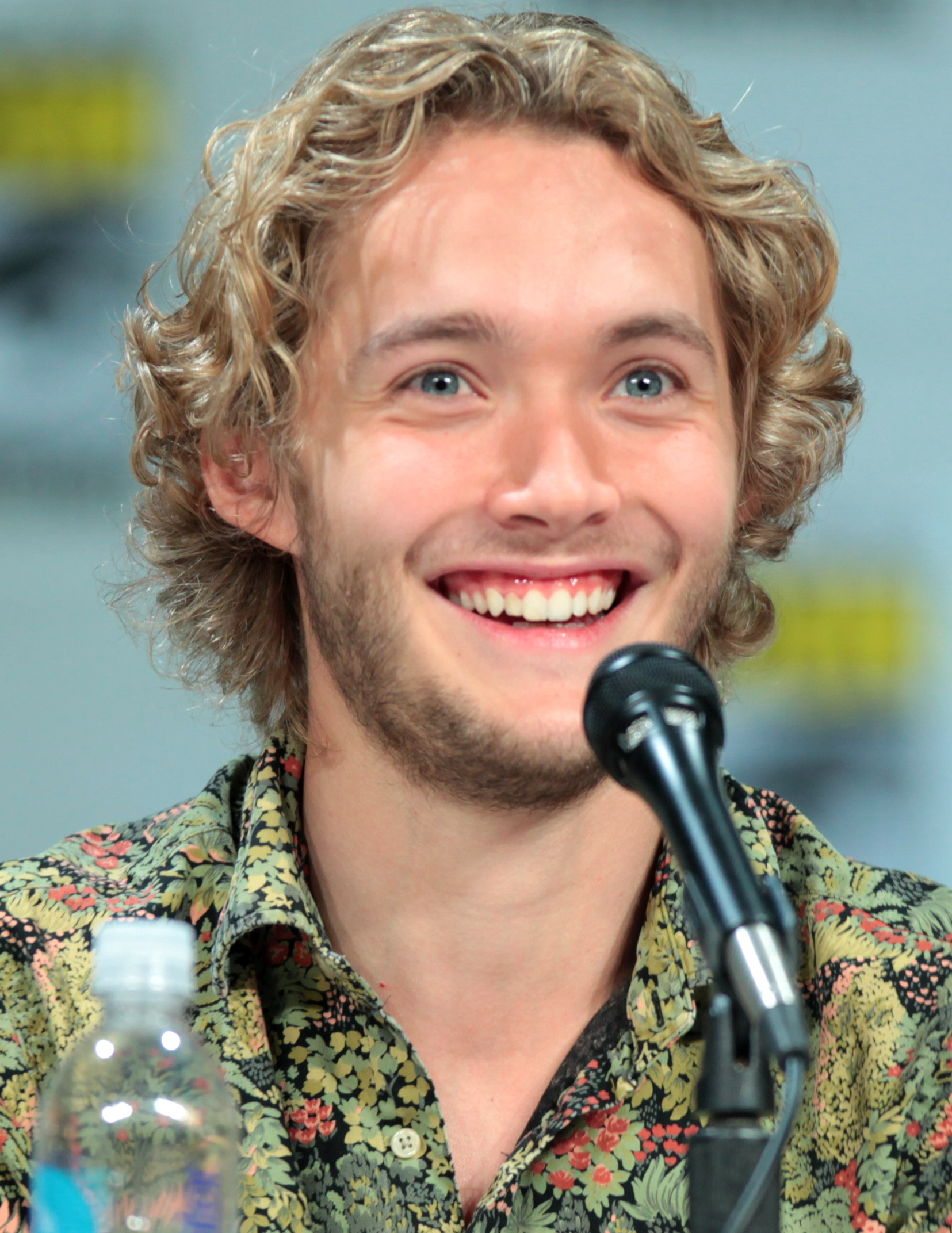
Toby Regbo (2014)

Toby Regbo (* 18. Oktober 1991 in Hammersmith, London) ist ein britischer Film- und Theaterschauspieler.
Regbos Interesse für die Schauspielerei begann in der Schule, später besuchte er das Young Blood Theatre Company und die Latymer Upper School im Westen von London.

## Filmografie (Auswahl)
- 2006: Die Scharfschützen (Sharpe, Fernsehserie, 2 Folgen)
- 2009: Mr. Nobody
- 2009: Glorious 39
- 2010: Harry Potter und die Heiligtümer des Todes – Teil 1 (Harry Potter and the Deathly Hallows – Part 1)
- 2011: Zwei an einem Tag (One Day)
- 2011: Du wirst schon noch sehen, wozu es gut ist (Someday This Pain Will Be Useful to You)
- 2012: Die Schatzinsel (Treasure Island, Miniserie, 2 Folgen)
- 2012: The Town (Miniserie, 3 Folgen)
- 2013–2017: Reign (Fernsehserie, 48 Folgen)
- 2017–2020: The Last Kingdom (Fernsehserie, 21 Folgen)
- 2018: Phantastische Tierwesen: Grindelwalds Verbrechen (Fantastic Beasts: The Crimes of Grindelwald)
- 2019: Die Medici (Medici: Masters of Florence, Fernsehserie, 5 Folgen)
- 2022: A Discovery of Witches (Fernsehserie, 6 Folgen)
- 2022: Pinball: The Man Who Saved the Game
- seit 2024: Belgravia: The Next Chapter (Fernsehserie)

## Theater
- 2009: Tusk Tusk (Eliot), Royal Court Theatre, London